# São Bernardo nas Termas Dioclecianas (título cardinalício)
São Bernardo nas Termas Dioclecianas (em latim, S. Bernardi ad Thermas ) é um título cardinalício instituído em 19 de maio de 1670 pelo Papa Clemente X, em substituição ao título de São Salvador em Lauro. A igreja titular é a San Bernardo alle Terme que foi construída em 1598  numa das torres das muralhas das Termas de Diocleciano e foi doada aos cistercienses franceses.

## Titulares protetores
- Giovanni Bona, O. Cist. (1670-1674)
- Galeazzo Marescotti (1676-1681)
- Vacante (1681-1690)
- Giambattista Costaguti (1690-1691)
- Urbano Sacchetti (1693-1704)
- Lorenzo Casoni (1706-1715)
- Francesco Barberini (1715-1718)
- Bernardo Maria Conti, O.S.B. (1721-1730)
- Henri Pons de Thiard de Bissy (1730-1737)
- Domenico Silvio Passionei (1738-1755); in commendam (1755-1761)
- Ignazio Michele Crivelli (1761-1768)
- Vacante (1768-1773)
- Gennaro Antonio de Simone (1773-1780)
- Giuseppe Maria Capece Zurlo (1783-1801)
- Carlo Oppizzoni (1804-1839)
- Filippo De Angelis (1839-1867)
- Vacante (1867-1875)
- Victor-Auguste-Isidore Dechamps, C.Ss.R. (1875-1883)
- Francesco Battaglini (1885-1892)
- Giuseppe Melchiorre Sarto (1893-1903)
- Emidio Taliani (1903-1907)
- Pietro Gasparri (1907-1915)
- Giovanni Cagliero, S.D.B. (1915-1920)
- Achille Locatelli (1922-1935)
- Alfred-Henri-Marie Baudrillart, I.O.S.F.N (1935-1942)
- Clemens August von Galen (1946)
- Georges Grente (1953-1959)
- Aloisius Joseph Muench (1959-1962)
- Raúl Silva Henríquez, S.D.B. (1962-1999)
- Varkey Vithayathil, C.Ss.R. (2001-2011)
- George Alencherry (2012- )